# Heron Plastics
Heron Plastics ist ein britischer Stellmacherbetrieb in Greenwich (London). 1960 fertigte er GFK-Karosserien für vom Austin Seven abgeleitete Sondermodelle. Eine davon war 1961 auch die Basis für den ersten Diva GT. Zur selben Zeit baute Heron auch ein komplettes eigenes Automobil, das Coupé Europa. Der Wagen wurde allerdings erst 1962 zur Racing Car Show vorgestellt.
Der Wagen hatte einen Zentralrohrrahmen aus Stahl mit Auslegern vorne und hinten, die den Antrieb aufnahmen. Eine Einzelradaufhängung an Querlenkern mit Schraubenfedern sollten für eine gute Straßenlage sorgen. Vorne waren Scheibenbremsen eingebaut, hinten Trommelbremsen. Die GFK-Karosserie war mit dem Rahmen und einer Bodenwanne aus Sperrholz verbunden. Als Antrieb diente ein obengesteuerter Vierzylinder-Reihenmotor von Ford mit 998 cm³ oder 1.500 cm³. Mit dem größeren Motor lag die Beschleunigung von 0–100 km/h bei 8,5 s und die Höchstgeschwindigkeit bei 185 km/h.
Der Europa wurde als voll ausgestattetes Kit Car für £ 580 oder als teilmontierter Wagen für £ 730 angeboten.
Nur 12 Exemplare entstanden, bevor die Fertigung aus wirtschaftlichen Gründen 1964 eingestellt wurde.
Peter Monteverdis MBM Tourismo basierte auf dem Europa.